# Dirección General de Medio Ambiente (Unión Europea)

Países miembros (azul) y candidatos de la Unión Europea (UE). La Dirección General de Medio Ambiente es un órgano de la UE.

La Dirección General de Medio Ambiente (DG ENV) es una Dirección General de la Comisión Europea, responsable de la política medioambiental de la Unión Europea. En 2010 las competencias relevantes para combatir el calentamiento mundial fueron trasladadas a la Dirección General de Acción por el Clima (DG CLIMA). Al mismo tiempo se estableció la Dirección General de Energía (ENER). En 2022 la DG ENV estaba presidida por el comisario Virginijus Sinkevičius.

## Misión
Las funciones principales de la DG ENV son iniciar y definir nueva legislación medioambiental, y asegurar que las medidas acordadas se ponen realmente en práctica en todos los países miembros de la Unión Europea. La declaración de misión global para 2005 es: «Proteger, preservar y mejorar el medio ambiente para las generaciones actuales y futuras, y promover el desarrollo sostenible». Esta declaración se divide en las siguientes subdeclaraciones:
- Mantener y mejorar la calidad de vida a través de un alto nivel de protección de los recursos naturales, evaluación de riesgos y gestión de riesgos eficaces y la puesta en práctica sin demora de la legislación Comunitaria.
- Fomentar la eficiencia de recursos en producción, consumo y eliminación de residuos.
- Integrar en otras áreas políticas de la UE la preocupación por el medio ambiente.
- Promover en la UE un crecimiento que tenga en cuenta las necesidades económicas, sociales y medioambientales tanto de ciudadanos y de generaciones futuras.
- Abordar los retos mundiales actuales, en particular la lucha contra el calentamiento mundial y la conservación internacional de la biodiversidad.
- Asegurar que todas las políticas y medidas en las áreas anteriores se basan en un planteamiento multisectorial, implican a todos los actores y se comunican de manera eficaz.

## Estructura
La DG ENV tiene su sede en Bruselas y se organiza en una oficina del director general, un subdirector general y 6 directorios:
- A: Política, Coordinación y Recursos
- B: Economía circular y Crecimiento Verde
- C: Calidad de Vida
- D: Capital Natural
- E: Implementación y Apoyo a Estados miembros
- F: Desarrollo Sostenible Mundial

## Historia
La política medioambiental de la Unión Europea empezó como una colección de leyes dispares no basadas en ningún tratado concreto. En los primeros 15 años de la Comisión Europea no hubo ningún departamento dedicado a asuntos medioambientales. En 1973 se creó la Unidad Medioambiental dentro de la Dirección General (DG) de Industria, y en 1981 se estableció la Dirección General de Medio Ambiente. Sin embargo permaneció varios años como una DG relativamente débil debido a las carencias de experiencia institucional y de recursos humanos; de 5 funcionarios en 1973 había crecido a 60 en el período 1980-1989.
En sus primeros años, la DG ENV contrató especialistas con una cultura diferente a la de otros funcionarios de la Comisión. Esto le dio la fama de estar dominada por friquis ecológicos. Con el tiempo la DG ENV maduró y se adaptó a la forma de trabajar de la Comisión Europea. En particular, teniendo más en cuenta las políticas cuando formulaba legislación, de modo que pudiera adoptarse mejor y ponerse en práctica más eficazmente.
El Quinto programa de acción medioambiental, que entró en vigor el 1 de enero de 1993, significó un cambio en la elaboración de políticas por parte de la DG ENV. Este programa intentaba presentar la DG y sus políticas de una forma más contemporánea y constructiva. El programa demostró que la legislación ya no debía hacerse a puerta cerrada, sino con todos los sectores sociales y económicos afectados por ella.
En noviembre de 2016 la Comisión Europea armonizó, para una mayor coherencia, los nombres de todas las DG, y el nombre en inglés Directorate-General for the Environment perdió el artículo the y pasó a ser Directorate-General for Environment.

## Recursos
La DG ENV tiene un personal de aproximadamente 650 funcionarios. 
- Comisario: Virginijus Sinkevičius
- Director general: Florika Fink-Hooijer

Comisarios anteriores: 
- Karmenu Vella, 2014-2019
- Janez Potočnik, 2009-2014
- Stavros Dimas, 2004-2009
- Margot Wallström, 1999–2004